# テキシコー
『テキシコー』は、NHK教育テレビ（Eテレ）で放送される小学校3年生 - 高校生を対象としたプログラミング番組。
2019年12月26日・12月27日にパイロット版が放送された後、2020年度よりNHK for Schoolのレギュラー番組として開始。
タイトルは「プログラミング的思考」から取ったもの。
アニメーションなどを交えながら、プログラミング的思考（テキシコー）をパソコンを使わずに育むことができる新しいプログラミング教育番組。

## コーナー
冒頭アニメーション(紙生物)
- 1話から5話はゲソタラズというイカがつとめていた[3][4]。しかし5話にてダンスの練習中に足が絡まり動けなくなったため[5][3]、5話以降は、アシノヒトというズボンのような形をしたキャラクターがつとめている[6]。ゲソタラズはアシノヒトにより修復され、9話で復帰、最終10話ではゲソタラズとアシノヒトによるダンスが演じられる。

あたまの中でうごかしてみよ
- 番組の冒頭にあるコーナー。シミュレーションの練習をする頭の中で手順を組み立て、先を予想する実験[7]。

ダンドリオン
- 手順の組み合わせを改善していくことの楽しさを伝えるアニメーション[7]。ダンドリオンは、「効率」が第一である[8]。例えば、アニメ中に出てくるふたつのやり方、どちらも「ゴミを片付ける」という目的は達成出来ている[8]。しかし、「効率」という面で比べると、「2工程」で終わる手順の方が優れている[8]。1や2と書かれた服を着た人物が登場し、いつもリーダーのような人物から「効率が悪い」と叱られる[9][10][11]。また、名前は段取りから来ており、ロゴにはÐという文字が使われている[12]。

ロジックマジック
- プログラムが隠されている手品のコーナー[13]。

プログラム人間
- 和牛の川西氏が水田氏をプログラムするコーナー[14]。

こんなところにプログラム
- 身近な所にあるプログラムを紹介するコーナー。

小山田部長とテキシコー
- 6話より開始した小山田部長がテキシコーで切りぬけるコーナー[15]。

テキシQ
- プログラミング的思考を使うと、圧倒的に早く解ける問題[16]。

## 番組で扱うプログラミング的思考
番組では、「プログラミング的思考」を分かりやすく伝えるために、コンピュテーショナルシンキングという概念やプログラミング的思考についての先行研究などを参考に、以下の5つの思考に分解・整理している。
1. 小さく分けて考える(分解)
2. 手順の組み合わせを考える(組み合わせ)
3. パターンを見つける(一般化)
4. 大事なものだけぬき出して考える(抽象化)
5. 頭の中で手順をたどる(シミュレーション)

## スタッフ
- 監修：佐藤雅彦
- 音楽：堀江由朗[1]
- アニメーション：佐藤雅彦、うちのますみ、永迫志乃[1]
- 製作：NHK

## 放送日程
(この節の出典)
| 話数 | 初放送日       |
| ---- | -------------- |
| 1    | 2020年04月06日 |
| 2    | 2020年04月20日 |
| 3    | 2020年05月11日 |
| 4    | 2020年05月25日 |
| 5    | 2020年06月08日 |
| 6    | 2020年06月22日 |
| 7    | 2020年07月06日 |
| 8    | 2020年08月24日 |
| 9    | 2020年09月07日 |
| 10   | 2020年09月28日 |

いずれの回も話数のみが設定されており、各回のサブタイトルは設定されていない。
第1回から数回は2019年12月に放送されたパイロット版との整合性を意識したためか、番組終了時の「終 制作・著作/NHK」のNHKのロゴ部分は「3つのたまご」ロゴが表示されていた。しかし、第8回放送分からは丸みを帯びた文字のみのNHKロゴに変更となった。
2024年3月31日に出演者の和牛は解散したが、番組は同年4月以降も内容を差し替えず放送中である。